# Банка (Азербайджан)
Банка́ (азерб. Bankə) — село та найчисельніший муніципалітет, за винятком столиці Нефтечала, у Нефтечалинському районі Азербайджану. Населення становить 7 574 особи.

## Етимологія
Назва міста походить від азербайджанської версії рибальської банки.